# Terytorium Florydy
Terytorium Florydy – terytorium zorganizowane powstałe 30 marca 1822 r. na miejscu kolonii zakupionej od Hiszpanii za 5 milionów ówczesnych dolarów. Ceremonia transferu odbyła się 17 lipca 1821 roku w Pensacoli. Kolonia składała się z Florydy Zachodniej i Florydy Wschodniej. Stany Zjednoczone złączyły je. Pierwszym gubernatorem Terytorium został Andrew Jackson.
3 marca 1845 roku Floryda została przyjęta do Unii jako dwudziesty siódmy stan.